# Anna Stepanowna Politkowskaja

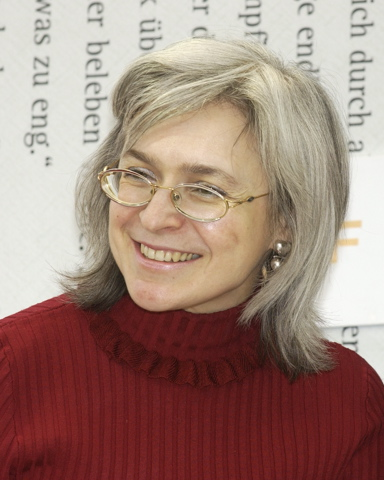
Anna Politkowskaja (2005)

Anna Stepanowna Politkowskaja (russisch Анна Степановна Политковская, Betonung: Anna Stepánowna Politkówskaja; wiss. Transliteration Anna Stepanovna Politkovskaja, anhörenⓘ; geborene Мазепа/Masepa; * 30. August 1958 in New York; † 7. Oktober 2006 in Moskau) war eine russisch-amerikanische Reporterin, Autorin und Menschenrechtsaktivistin. Sie wurde bekannt durch Reportagen und Bücher über den Krieg in Tschetschenien, über Korruption im russischen Verteidigungsministerium und dem Oberkommando der Streitkräfte in Tschetschenien. Großes internationales Aufsehen erregte ihre Ermordung im Oktober 2006 im Treppenhaus vor ihrer Wohnung in Moskau.

## Leben
Anna Politkowskaja wurde in New York geboren und besaß ihr Leben lang auch die Staatsbürgerschaft der Vereinigten Staaten. Ihre Eltern waren ukrainischer Abstammung und arbeiteten im diplomatischen Dienst der Sowjetunion bei den Vereinten Nationen. Als 20-jährige Studentin heiratete sie Alexander Politkowski. 1980 schloss sie das Journalismus-Studium an der Lomonossow-Universität Moskau ab. Von 1982 bis 1993 arbeitete Politkowskaja bei verschiedenen Zeitungen und Verlagen, unter anderem für die sowjetisch/russische Tageszeitung Iswestija und die Zeitschrift Megapolis-Ekspress. Von 1994 bis Mitte 1999 war sie als leitende Redakteurin für Notfall- und Krisensituationen, Kommentatorin und stellvertretende Chefredakteurin bei der Wochenzeitung Obschtschaja gaseta tätig. Sie ist eine der 1000 Frauen, die im Rahmen des Projekts 1000 Women for the Nobel Peace Prize 2005 für den Friedensnobelpreis nominiert wurden. Politkowskajas Tochter Vera verließ Russland 2006 und veröffentlichte 2023 ein Buch über ihre Mutter.

## Journalistische Arbeit während des Tschetschenienkriegs
Politkowskaja gehörte zu den wenigen Journalisten, die während des Zweiten Tschetschenienkrieges kontinuierlich im Widerspruch zur offiziellen Darstellung aus der Krisenregion berichteten. Die Reporterin berichtete über Kriegsverbrechen der russischen Armee und der verbündeten paramilitärischen tschetschenischen Gruppen, über Folter, Mord und unrechtmäßige Bereicherung durch Raub, Korruption, Unterschlagung oder Veruntreuung im Kriegsgebiet. Sie nannte den Konflikt einen „schmutzigen Krieg“ und belastete mit ihren Publikationen unter anderem den zur russischen Regierung loyalen tschetschenischen Politiker Ramsan Kadyrow.
Als Mitarbeiterin der Moskauer Zeitung Nowaja gaseta galt sie im Westen als unabhängige Journalistin. In Russland wurde sie von vielen Journalistenkollegen als „Nestbeschmutzerin“ angesehen und in russisch-nationalistischen Kreisen als „Feindin des russischen Volkes“ betrachtet. Im Jahr 2001 verließ sie nach Morddrohungen Russland und lebte einige Monate in Österreich, kehrte dann aber zurück. Im Februar 2002 wurde sie in Tschetschenien kurzzeitig vom russischen Militär verhaftet.
Sie bot sich 2002 als Vermittlerin im Moskauer Geiseldrama im Dubrowka-Musicaltheater an.
Im Jahr 2004 berichtete sie, bei einem Flug Anfang September nach Beslan Opfer eines Giftanschlags gewesen zu sein. Nachdem sie einen Tee getrunken hatte, wurde sie ohnmächtig und musste in ein Krankenhaus in Rostow am Don eingeliefert werden.

## Ermordung

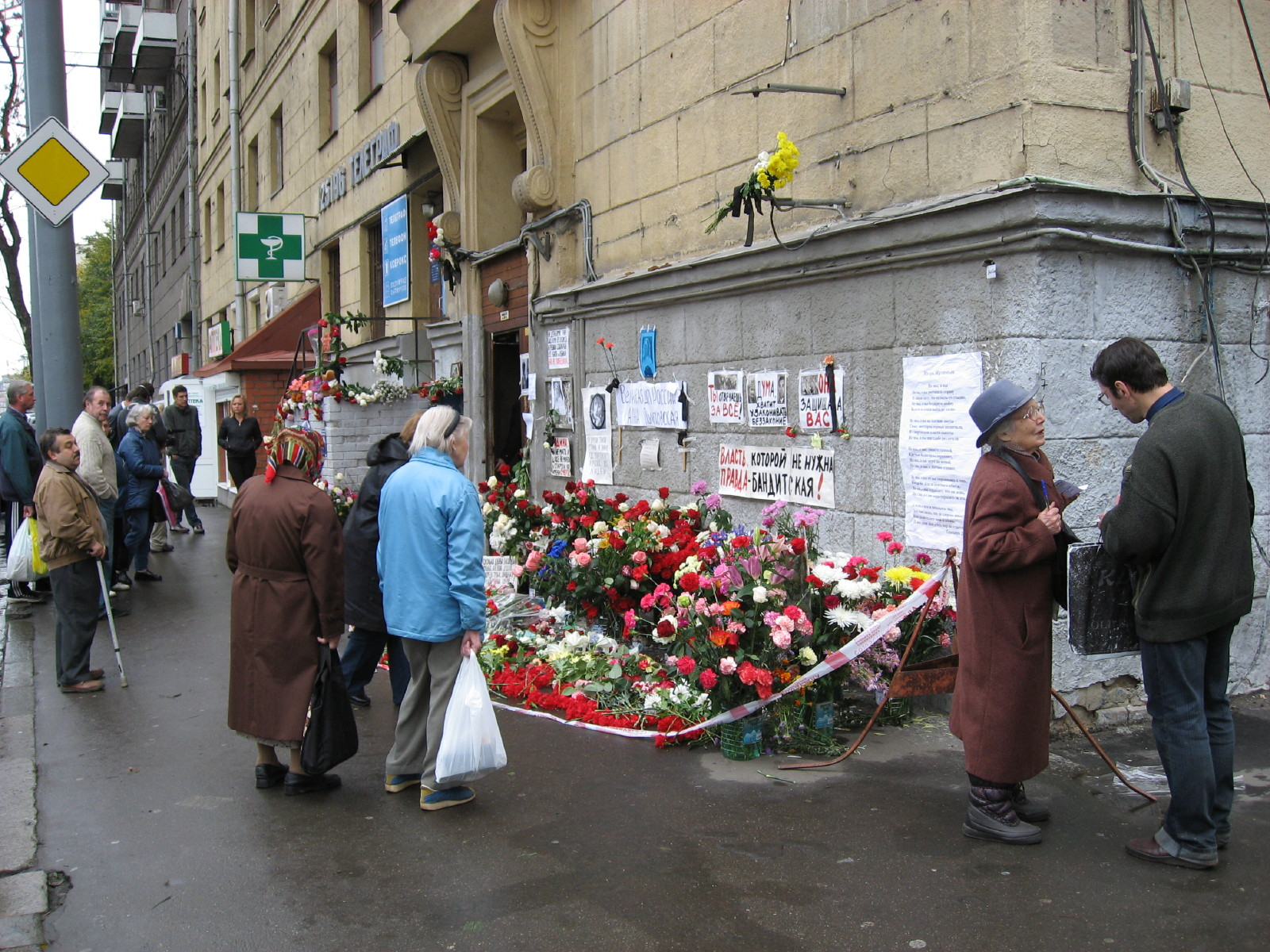
Gedenken an Anna Politkowskaja (Moskau 2006)

Anna Politkowskaja wurde am Samstag, dem 7. Oktober 2006 gegen 16:03 Uhr im Aufzug ihres Wohnhauses in der Moskauer Lesnaja-Straße durch mehrere Schüsse getötet. Vier Kugeln trafen sie in die Brust, eine in den Kopf. Gegen 17 Uhr fand eine Nachbarin Politkowskaja tot im Lift. Die Polizei fand am Tatort fünf Patronenhülsen. Die Schüsse wurden aus einer Pistole der Marke Makarow abgegeben. Das Bild des mutmaßlichen Täters wurde von der im Eingangsbereich montierten Überwachungskamera aufgezeichnet. Der Mord geschah am Geburtstag des russischen Präsidenten Wladimir Putin. Anna Politkowskaja, die auf dem Trojekurow-Friedhof im Südwesten von Moskau beigesetzt wurde, hinterließ zwei erwachsene Kinder.
Westliche Politiker und Menschenrechtsgruppen forderten eine schnelle Aufklärung des Falles. Die Zeitung Nowaja gaseta, für die Politkowskaja geschrieben hatte, setzte für Hinweise zur Verhaftung des Mörders und der Hintermänner umgerechnet rund 738.000 Euro Belohnung aus.

## Spekulationen nach dem Mord

### Westliche Medien
Die Ermordung Politkowskajas wurde von den Medien der westlichen Welt als symptomatisch für die Herrschaft Wladimir Putins gesehen, wie eine Auswahl folgender Stimmen zeigt:
- Wer immer die Hintermänner des Mordes an Anna Politkowskaja sind, Wladimir Putin kann sich nicht der Verantwortung für ein politisches Klima entziehen, in dem Gesetze so skrupellos gebrochen werden. Auftragsmorde sind keine Seltenheit. Und jene, die öffentlich Position beziehen, ob nun gegen den Kreml oder gegen die Korruption, müssen um ihr Leben fürchten. Die Londoner Zeitung The Independent am 9. Oktober 2006
- Wenn dieser Mord nach dem üblichen russischen Muster abläuft, wird nie ein Verdächtiger gefunden und kein Mörder wird jemals vor Gericht gebracht werden. (…) Wer auch immer geschossen oder jemanden dafür bezahlt hat, kann schon einen Sieg verzeichnen. Wie die russische und die osteuropäische Geschichte zeigen, müssen nicht Millionen von Menschen getötet werden, um andere einzuschüchtern. Einige ausgewählte Attentate, zur richtigen Zeit und am richtigen Ort, reichen üblicherweise aus.  Die Washington Post vom 9. Oktober 2006
- Das Faktum, dass Russlands höchster Staatsanwalt, General Juri Chaika, die Untersuchung (…) an sich gezogen hat, gibt keinen Anlass zur Hoffnung, wie es eine derart hochrangige Einmischung in einer echten Demokratie täte. Die Involvierung der höchsten russischen Regierungsebene ist eher eine Garantie dafür, dass die Mörder nie gefunden werden. (…) Doch selbst wenn Putins Leute nichts damit zu tun hatten, dass Politkowskaja im Lift ihres Wohnhauses in Moskau niedergeschossen worden ist, so hat seine Verachtung der Gesetze doch das Klima geschaffen, in dem der Mord begangen wurde.[12]
- Unnatürliche Todesfälle passieren hier mit alarmierender Regelmäßigkeit, obwohl sorgfältig der Eindruck gepflegt wird, dass Präsident Putin einer Ära der Stabilität des wirtschaftlichen Fortschritts und des wieder auferstehenden Nationalstolzes vorsitzt. Manche sagen auch, gerade deshalb.[13]
- Der Mord an Anna Politkowskaja ist der letzte Beweis dafür, dass Präsident Putin nicht mehr als eine ganz gewöhnliche Diktatur etabliert hat, mit all der dazugehörigen üblichen Missachtung der Gesetze. Diese Erkenntnis kommt für die Welt noch rechtzeitig, vor allem für Europa.[14]
- Wo bleibt der öffentliche Protest der internationalen Organisationen? Schweigen auf dem innenpolitischen Parkett in Deutschland! Kommunikationsroutine! Haben Journalistenorganisationen zu den Ereignissen keinen eigenen Debattenbeitrag zu leisten? Wo sind die Proteste der Künstler, der Theater- und Filmemacher? Nur Einzelne melden sich zu Wort. Die Reaktionen bleiben dürftig. Verharren wir in einer Betroffenheitspose und fürchten uns nur vor der Kritik am Energielieferanten Russland? Hat uns die Zivilcourage in den westlichen Demokratien nun vollends verlassen? Wo bleiben die Demonstranten und die Reaktionen der Gorbi-Freunde von einst, die darauf hinweisen, dass sich hier ein Mensch, die Mutter zweier Kinder, um der Wahrheit willen geopfert hat? Reicht es, wenn Menschenrechtsorganisationen für uns stellvertretend „Presse-Statements“ formulieren, die nicht mehr als Nachrichtenfutter für die internationalen Newsagenturen sind – am nächsten Tag schon vergessen?[15]

### Russland
Auch in Russland wurden von den Strafverfolgungsbehörden, der Politik und der Presse viele verschiedene Theorien in Umlauf gebracht. Eine offizielle russische Theorie legt eine Beteiligung der Führung der Tschetschenischen Republik nah. Später äußerte die russische Regierung die Möglichkeit, bei dem Mord Politkowskajas am Geburtstag Wladimir Putins handle es sich um eine Provokation gegen ihn und Ramsan Kadyrow. Andere wiederum behaupteten, der Mord sei vom Westen und der Opposition initiiert worden, da er für diese vorteilhaft sei.
Für den Präsidenten der Tschetschenischen Republik, Ramsan Kadyrow, galt Boris Beresowski als Auftraggeber. Natalja Koslowa, Journalistin der „Russischen Regierungszeitung“ vermutete ebenfalls, dass Boris Beresowski oder Achmed Sakajew den Mord organisiert haben, um einen Anlass zur Kritik an der Regierung Russlands zu schaffen.
2007 ließ die Staatsanwaltschaft verlauten, der Fall sei so gut wie geklärt und man wisse, dass die Person, welche den Mord anordnete, im Ausland lebe. Jedermann war klar, dass damit Beresowski gemeint war, der damalige Staatsfeind Nummer eins. In einer Eil-Umfrage von Echo Moskau bezweifelten über 80 Prozent der Hörer diese Version.

## Untersuchung des Mordes

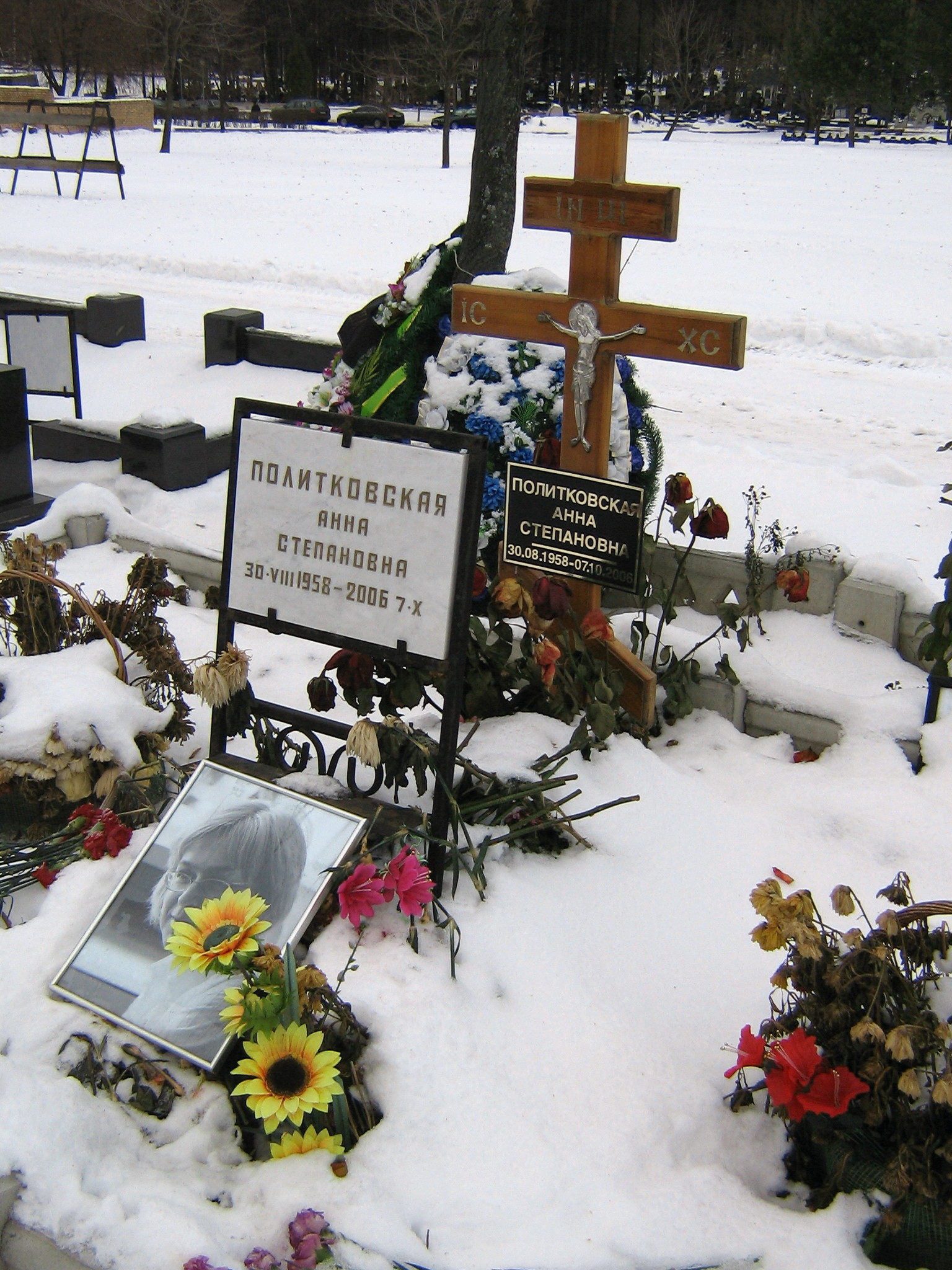
Politkowskajas Grabmal in Moskau auf dem Friedhof Trojekurowo

Die österreichische Tageszeitung Der Standard berichtete am 9. Oktober 2006, die russische Polizei kenne „die Identität des Mörders, da er unmaskiert war und die Videoüberwachung über dem Hauseingang nicht außer Betrieb gesetzt hatte. Auch aufgrund dieses als ‚unprofessionell‘ eingestuften Verhaltens wurde am Sonntag angenommen, dass der Vollstrecker selbst bereits von seinen Auftraggebern beseitigt worden sein dürfte.“
Rund einen Monat nach der Ermordung Politkowskajas startete die Organisation Reporter ohne Grenzen eine Unterschriftensammlung. Ziel war die Einsetzung einer internationalen Kommission; diese sollte den Mord an Politkowskaja untersuchen. Die Initiative wurde von 6000 Menschen unterstützt. Zu den Unterzeichnern gehörten prominente ehemalige Dissidenten wie Jelena Bonner, Wladimir Bukowski oder Bronisław Geremek. Es unterzeichneten die Juristen Baltasar Garzón und Carla Del Ponte, die Politiker Bernard Kouchner und Daniel Cohn-Bendit, die Philosophen André Glucksmann und Bernard-Henri Lévy, die Schriftsteller Fernando Arrabal, Ismaïl Kadaré und Margaret Atwood sowie die Schauspieler Jeanne Moreau und Alain Souchon.
Am 23. August 2007 gab das Untersuchungskomitee bei der Generalstaatsanwaltschaft Russlands bekannt, dass der Mord kurz vor der Aufklärung stehe. Vier Tage später verkündete Generalstaatsanwalt Juri Tschaika persönlich die Festnahme von zehn Tatverdächtigen – Tschetschenen vor allem, aber auch ehemalige und aktive Offiziere des Innenministeriums und des Geheimdienstes FSB. Letztlich führe die Spur zu Oppositionellen im ausländischen Exil als Auftraggeber. Zu den Festgenommenen gehörten der Oberstleutnant des Geheimdienstes FSB Pawel Rjagusow und der Offizier im Innenministerium Sergej Chadschikurbanow. Fünf der mutmaßlichen Täter wurden jedoch nach wenigen Tagen wieder freigelassen. Mitte September 2007 verhafteten die Behörden einen weiteren Tatverdächtigen: Schamil Burajew, der zwischen 1995 und 2003 Verwaltungschef der Rajons Atschchoi-Martan in Tschetschenien gewesen war.
Im Mai 2008 nannten die russischen Ermittlungsbehörden den Tschetschenen Rustam Machmudow als mutmaßlichen Todesschützen. Weil jedoch der Name des Verdächtigen schon im März in der Zeitung Komsomolskaja Prawda veröffentlicht worden war, konnte er sich vor einer Verhaftung ins Ausland absetzen.
Schließlich übergab die russische Generalstaatsanwaltschaft am 3. Oktober 2008 die Anklageschrift an ein Moskauer Militärgericht. Der Prozess gegen vier mutmaßliche Mittäter vor einem Moskauer Schwurgericht begann im November 2008. Angeklagt waren Rjagusow und Chadschikurbanow sowie die beiden Tschetschenen Ibrahim und Dschabrail Machmudow, zwei Brüder des mutmaßlichen Todesschützen Rustam Machmudow. Politkowskajas Rechtsbeistand Stanislaw Markelow wurde am 19. Januar 2009 ermordet. Der Prozess endete am 19. Februar 2009 mit einem Freispruch für alle Angeklagten. Der Oberste Gerichtshof Russlands stellte am 25. Juni 2009 fest, dass im Prozess Verfahrensfehler begangen worden waren, und hob die Freisprüche auf. Seit dem 5. August 2009 wurde der Prozess neu aufgerollt.
Ende Mai 2011 nahmen russische Ermittler den mutmaßlichen Mörder von Politkowskaja, Rustam Machmudow, in Tschetschenien fest. Es folgte im August 2011 die Festnahme des mutmaßlichen Drahtziehers Dmitri Pawljutschenko, eines ehemaligen Obersten der Kriminalpolizei. Pawljutschenko sollte die ausführende Gruppe zusammengestellt und die Mordwaffe organisiert haben. Anfang September 2011 aber bezeichneten die Ermittler den tschetschenischen Geschäftsmann Lom-Ali Gaitukajew als hauptverantwortlichen Organisator.
Im Dezember 2012 wurde Dmitri Pawljutschenko von einem Gericht in Moskau wegen Beihilfe zum Mord an Politkowskaja zu elf Jahren Straflager verurteilt. Ebenfalls muss er drei Mio. Rubel (ca. 75.000 Euro) Schmerzensgeld an die Hinterbliebenen zahlen. Strafmildernd für Pawljutschenko wertete das Gericht seine Bereitschaft, mit den Behörden zu kooperieren, womit es bei der Strafverkündung ein Jahr unter der Forderung der Staatsanwaltschaft blieb. Politkowskajas Hinterbliebene, die im Prozess als Nebenkläger auftraten und die Höchststrafe von 20 Jahren für Pawljutschenko fordern, kündigten umgehend Berufung an.
Die Schuld der Verurteilten wurde von Beobachtern aus dem Ausland angezweifelt. Als ein weiterer möglicher Tatbeteiligter wurde der Tschetschene Walid Lurachmajew genannt, ein Mitglied der tschetschenischen Mafia in Moskau, der mehrfach Auftragsmorde auf Veranlassung des russischen Geheimdienstes ausgeführt haben soll und dessen Handy-Signal kurz nach der Tat in einem nahegelegenen Park geortet worden war. Lurachmajew wurde nie von der Polizei verhört.
Wer die Auftraggeber im Hintergrund waren, ist immer noch unbekannt.
Im Juni 2014 verhängte ein Moskauer Stadtgericht langjährige Freiheitsstrafen über fünf mutmaßliche Täter. Der Tschetschene Lom-Ali Gaitukajew, der den Mord organisiert und sein Neffe Rustam Machmudow, der ihn ausgeführt haben soll, wurden zu lebenslanger Haft im Straflager verurteilt. Machmudows Brüder Dschabrail und Ibragim erhielten als Tatbeteiligte 14 und 12 Jahre, der Ex-Polizist Sergej Chadschikurbanow als Mitorganisator 20 Jahre Lagerhaft. Amnesty International bezeichnete die Entscheidung als einen „kleinen Schritt“ bei der Herstellung der Gerechtigkeit. Im November 2023 wurde bekannt, dass Chadschikurbanow sich 2022 bereit erklärt hat, auf russischer Seite im Angriffskrieg gegen die Ukraine zu kämpfen und dafür von Präsident Putin begnadigt worden ist.
Politkowskajas Familie klagte vor dem Europäischen Gerichtshof für Menschenrechte gegen Russland. Sie wirft den russischen Geheimdiensten vor, den Mord an der Journalistin wegen ihrer Enthüllungen angeordnet zu haben. Der Straßburger Gerichtshof urteilte, dass die Kläger der russischen Justiz zu Recht mangelhafte Ermittlungen vorwerfen können. Russland habe keine Versuche unternommen, in Erfahrung zu bringen, wer den Mord in Auftrag gegeben und für ihn bezahlt hatte. Außerdem sei die Dauer der Ermittlungen nicht angemessen gewesen. Politkowskajas Angehörigen wurde ein Schmerzensgeld in Höhe von 20.000 Euro zugesprochen.

## Auszeichnungen
Seit 2007 wird in Erinnerung an die Journalistin von der NGO Reach All Women in War der Anna-Politkowskaja-Preis an Frauen, die sich in Krieg und Konfliktsituationen für die Opfer einsetzen, vergeben.
- 2001: Preis der russischen Journalistenunion
- 2003: Lettre Ulysses Award
- 2003: Hermann-Kesten-Medaille
- 2004: Olof-Palme-Preis
- 2005: Preis für die Freiheit und Zukunft der Medien
- 2007: Guillermo-Cano-Preis (UNESCO-Preis für Pressefreiheit; postum)
- 2007: Geschwister-Scholl-Preis (postum)
- 2007: Ehrenmitgliedschaft der Erich Maria Remarque-Gesellschaft, Osnabrück (postum)
- 2007: Freedom to Publish Prize der Internationalen Verleger-Union (Spezialpreis, postum)[41]

## Ehrungen

### Straßenbenennungen
In Mailand erinnert seit 2013 ein Park an Politkowskaja, in Ferrara gibt es die Via Anna Politkovskaja. Auch in Tiflis ist eine Straße nach ihr benannt. In Frankreich existieren ein halbes Dutzend Orte der Erinnerung.
Da sie in Russland zuvor nicht geehrt wurde, wurde ihr 2018 in Moskau ein Garten gegenüber der Redaktion der Nowaja gaseta gewidmet. Die Botschafter Deutschlands, Spaniens, Lettlands, Großbritanniens und ein Vertreter der US-Botschaft pflanzten Blumen in den „Anna Gardens“.
Im Oktober 2024 wurde der Platz vor der Zeit-Stiftung in Hamburg-Rotherbaum nach Politkovskaja benannt und ein Gedenkstein enthüllt.

## Schriften

### Monographien
- Tschetschenien. Die Wahrheit über den Krieg:
  - Anna Politkovskaja: Tschetschenien. Die Wahrheit über den Krieg. DuMont, Köln 2003, ISBN 3-8321-7832-5 (russisch: Вторая чеченская (Wtoraja Tschetschenskaja). Übersetzt von Hannelore Umbreit, Ulrike Zemme).
  - Anna Politkovskaja: Tschetschenien. Die Wahrheit über den Krieg. Fischer-Taschenbuch-Verlag, Frankfurt, M. 2008, ISBN 978-3-596-17929-9 (russisch: Вторая чеченская (Wtoraja Tschetschenskaja). Übersetzt von Hannelore Umbreit, Ulrike Zemme).
- In Putins Russland:
  - Anna Politkovaskaja: In Putins Russland. DuMont, Köln 2005, ISBN 3-8321-7919-4 (russisch: Путинская Россия (Putinskaja Rossija). Übersetzt von Hannelore Umbreit, Ulrike Zemme).
  - Anna Politkovskaja: In Putins Russland. bpb, Bonn 2006, ISBN 3-89331-743-0 (russisch: Путинская Россия (Putinskaja Rossija). Übersetzt von Hannelore Umbreit, Ulrike Zemme).
  - Anna Politkowskaja: In Putins Russland. Fischer-Taschenbuch-Verlag, Frankfurt, M. 2008, ISBN 978-3-596-17927-5 (russisch: Путинская Россия (Putinskaja Rossija). Übersetzt von Hannelore Umbreit, Ulrike Zemme).
- Russisches Tagebuch:
  - Anna Politkovskaja: Russisches Tagebuch. Büchergilde Gutenberg, Frankfurt, M. / Zürich / Wien 2007, ISBN 978-3-7632-5832-1 (russisch: Российские Хроники (Rossijskie Chroniki). Übersetzt von Hannelore Umberit, Alfred Frank).
  - Anna Politkovskaja: Russisches Tagebuch. DuMont, Köln 2007, ISBN 978-3-8321-8022-5 (russisch: Российские Хроники (Rossijskie Chroniki). Übersetzt von Hannelore Umbreit, Alfred Frank).
  - Anna Politkowskaja: Russisches Tagebuch. Fischer-Taschenbuch-Verlag, Frankfurt, M. 2008, ISBN 978-3-596-17928-2 (russisch: Российские Хроники (Rossijskie Chroniki). Übersetzt von Hannelore Umbreit, Alfred Frank).
- Anna Politkowskaja: Die Freiheit des Wortes. Letzte Berichte aus einem gefährdeten Land. DuMont, Köln 2011, ISBN 978-3-8321-9642-4 (russisch: За что? (Sa schto?). Übersetzt von Hannelore Umbreit).

### Artikel
- Анна ПОЛИТКОВСКАЯ: Нельзя притвориться свободными (russisch)
- Im Bunker der Folterer, Die Zeit Nr. 10, 2001
- Chechnya: New Russian Atrocities Exposed, Institute for War and Peace Reporting: Caucasus Reporting Service 122, 28. März 2002 (englisch)
- My Hours Inside The Moscow Theatre, Institute for War and Peace Reporting: Caucasus Reporting Service 153, 31. Oktober 2002 (englisch; aus der Nowaja gaseta)
- Eine Tschetschenische Tragödie, Greenpeace Magazin Nr. 1, 2004
- Die Umerziehung der Schahiden, perlentaucher.de, 10. Oktober 2006, auch: Die Umerziehung der schwarzen Witwen (Memento vom 7. März 2009 im Internet Archive), Kontakt-Report der Erste Bank-Gruppe, 2007 (Übersetzung aus der Zeitung Nowaja Gaseta, 21. September 2006, von Ruth Berg; die letzte Reportage von Anna Politkowskaja)